# Yamaha YBR 125
Yamaha YBR 125 – motocykl typu naked bike wyprodukowany przez firmę Yamaha. Produkowany jest od 2005 roku. W 2009 roku przeszedł drobną modernizację. Motocykl w Polsce często jest wykorzystywany do przeprowadzania kursu na prawo jazdy kategorii A1.

## Dane techniczne/Osiągi
- Silnik: singel
- Pojemność silnika: 124 cm³
- Moc maksymalna: 10 KM/7800 obr./min
- Maksymalny moment obrotowy: 10 Nm/6000 obr./min
- Prędkość maksymalna: 115 km/h
- Hamulec Przedni: Tarcza, dwutłoczkowy zacisk
- Hamulec Tylny: bęben
- Przyspieszenie 0-100 km/h: 20 s
- Średnie zużycie paliwa: 3l/100km